# Hriňová
Hriňová (mađ: Herencsvölgy, njem: Hrinau) grad je u Banskobistričkom kraju u središnjoj Slovačkoj. Upravno pripada Okrugu Detva.

## Zemljopis
Grad se smjestio na rijeci Slatini. Udaljen je 13 km od središta okruga Detve i 40 km od Zvolena.

## Povijest
Hriňová je bila dio općine Detva, koja je osnovana u 17. stoljeću. Prvi puta se spominje 1863. te je jedan od najmlađih gradova u Slovačkoj. Godine 1891. Hriňová je postala zasebna općina. Status grada dobila je 1. siječnja 1989., kada je podijeljena na 11 četvrti.

## Stanovništvo
| Godina:     | 1993. | 2003.   | 2013.   | 2023.   |
| ----------- | ----- | ------- | ------- | ------- |
| Broj ljudi: | 8554  | 8151    | 7696    | 7023    |
| Razlika:    |       | -4,71 % | -5,58 % | -8,74 % |

| Godina:     | 2022. | 2023.   |
| ----------- | ----- | ------- |
| Broj ljudi: | 7068  | 7023    |
| Razlika:    |       | -0,63 % |

Po popisu stanovništva iz 2001. grad je imao 8.289 stanovnika.

## Etnički sastav
- 98,56% Slovaka,
- 0,42%  Čeha,
- 0,35% Roma.[6]

## Religija
- 88,85% rimokatolici,
- 6,19% ateisti,
- 2,10% luterani.[6]

## Vanjske poveznice
- Službena stranica grada (sl.) (engl.) (mađ.)

### Ostali projekti
|  | Zajednički poslužitelj ima još gradiva o temi Hriňová |